# Festival de la Cançó d'Eurovisió Júnior 2023
El XXI Festival de la Cançó d'Eurovisió Júnior serà la vint-i-unena edició del Festival de la Cançó d'Eurovisió Júnior. Aquesta es durà a terme a la ciutat de Niça, situada al sud de França, després de la victòria de Lissandro amb la seva cançó «Oh Maman!» amb un total de 203 punts en l'edició de 2022. Aquest serà el segon certamen realitzat per France Télévisions després del Festival de la Cançó d'Eurovisió Júnior 2021, el qual es va dur a terme a La Seine Musicale, a la capital francesa, després de la victòria en l'anterior edició de Valentina Tronel amb la cançó «J'Imagine», amb un total de 200 punts.

## Països participants
Dels 16 països fundadors, en aquesta edició participaran sis d'ells: Espanya, Macedònia del Nord, Malta, els Països Baixos, Polònia i Regne Unit.

Hi van participar almenys una vegada.
Van participar-hi al festival, pero no el 2023.

### Cançons i selecció
| País i TV                | Títol original de la cançó   | Artista                                       | Procés i data de selecció                                                                   |
| País i TV                | Traducció al català          | Idiomes                                       | Procés i data de selecció                                                                   |
| ------------------------ | ---------------------------- | --------------------------------------------- | ------------------------------------------------------------------------------------------- |
| Albània · RTSH           | «Bota Ime»                   | Viola Gjyzeli                                 | Junior Fest, 20-09-2023                                                                     |
| Albània · RTSH           | «El meu món»                 | Albanés                                       | Junior Fest, 20-09-2023                                                                     |
| Alemanya · ARD/ZDF       | «Ohne Worte»                 | Fia                                           | Final nacional, 19-09-2023 (Versió final de la cançó, 13-10-2023)                           |
| Alemanya · ARD/ZDF       | «Sense paraules»             | Alemany                                       | Final nacional, 19-09-2023 (Versió final de la cançó, 13-10-2023)                           |
| Armènia · AMPTV          | Yan Girls                    | «Do It My Way»                                | Elecció interna, 25-10-2023                                                                 |
| Armènia · AMPTV          | «Fer-ho a la meva manera»    | Armeni i anglès                               | Elecció interna, 25-10-2023                                                                 |
| Espanya · RTVE           | «LOVIU»                      | Sandra Valero                                 | Elecció interna, 07-07-2023 (Presentació de la cançó, 03-10-2023)                           |
| Espanya · RTVE           | «T'estimo»                   | Castellà, anglès, francès, italià i portuguès | Elecció interna, 07-07-2023 (Presentació de la cançó, 03-10-2023)                           |
| Estònia · ERR            | «Hoiame Kokku»               | Arhanna                                       | Elecció interna, 29-08-2023 (Presentació de la cançó, 16-10-2023)                           |
| Estònia · ERR            | «Romandre junts»             | Estonià i anglès                              | Elecció interna, 29-08-2023 (Presentació de la cançó, 16-10-2023)                           |
| França · France 2        | «Cœur»                       | Zoé Clauzure                                  | Elecció interna, 27-09-2023                                                                 |
| França · France 2        | «Cor»                        | Francès                                       | Elecció interna, 27-09-2023                                                                 |
| Geòrgia · GPB            | «Over the Sky»               | Anastasia & Ranina                            | Ranina 2023, 10-06-2023 (Presentació de la cançó, 15-10-2023)                               |
| Geòrgia · GPB            | «Sobre el cèl»               | Georgià i anglès                              | Ranina 2023, 10-06-2023 (Presentació de la cançó, 15-10-2023)                               |
| Irlanda · TG4            | «Aisling»                    | Jessica McKean                                | Junior Eurovision Éire 2023, 08-10-2023 (Presentació de la cançó, 27-10-2023)               |
| Irlanda · TG4            | «Somni»                      | Irlandès                                      | Junior Eurovision Éire 2023, 08-10-2023 (Presentació de la cançó, 27-10-2023)               |
| Itàlia · RAI             | «Un Mondo Giusto»            | Melissa & Ranya                               | Elecció interna, 04-10-2023 (Presentació de la cançó, 12-10-2023)                           |
| Itàlia · RAI             | «Un món just»                | Italià i anglès                               | Elecció interna, 04-10-2023 (Presentació de la cançó, 12-10-2023)                           |
| Macedònia del Nord · MRT | «Kaži Mi, Kaži Mi Koj»       | Tamara Grujeska                               | Elecció interna, 16-05-2023 (Presentació de la cançó, 16-10-2023)                           |
| Macedònia del Nord · MRT | «Digue'm, digue'm qui»       | Macedoni i anglès                             | Elecció interna, 16-05-2023 (Presentació de la cançó, 16-10-2023)                           |
| Malta · PBS              | «Stronger»                   | Yulan Law                                     | Malta Junior Eurovision Song Contest 2023, 12-08-2023 (Presentació de la cançó, 16-10-2023) |
| Malta · PBS              | «Més fort»                   | Anglès                                        | Malta Junior Eurovision Song Contest 2023, 12-08-2023 (Presentació de la cançó, 16-10-2023) |
| Països Baixos · AVROTROS | «Holding On To You»          | Sep & Jasmijn                                 | Junior Songfestival 2023, 23-09-2023                                                        |
| Països Baixos · AVROTROS | «Aferrant-me a tu»           | Neerlandès i anglès                           | Junior Songfestival 2023, 23-09-2023                                                        |
| Polònia · TVP            | «I Just Need a Friend»       | Maja Krzyżewska                               | Szansa na sukces, 24-09-2023                                                                |
| Polònia · TVP            | «Solament necessito un amic» | Polonès i anglès                              | Szansa na sukces, 24-09-2023                                                                |
| Portugal · RTP           | «Where I Belong»             | Júlia Machado                                 | The Voice Kids Portugal 25-06-2023 (Presentació de la cançó, 09-10-2023)                    |
| Portugal · RTP           | «On jo pertanyo»             | Portuguès i anglès                            | The Voice Kids Portugal 25-06-2023 (Presentació de la cançó, 09-10-2023)                    |
| Regne Unit · BBC         | «Back To Life»               | Stand Uniqu3                                  | Elecció interna, 19-10-2023                                                                 |
| Regne Unit · BBC         | «Tornada a la vida»          | Anglès                                        | Elecció interna, 19-10-2023                                                                 |
| Ucraïna · UA:PBC         | «Kvitka»                     | Anastasia Dymyd                               | Final nacional, 01-10-2023                                                                  |
| Ucraïna · UA:PBC         | «Flor»                       | Ucraïnès i anglès                             | Final nacional, 01-10-2023                                                                  |

## Festival

### Ordre d'actuació
| Núm. | País               | Artista            | Cançó                  | Lloc | Punts |
| ---- | ------------------ | ------------------ | ---------------------- | ---- | ----- |
| 01   | Espanya            | Sandra Valero      | «Loviu»                | 2    | 201   |
| 02   | Malta              | Yulan Law          | «Stronger»             | 10   | 94    |
| 03   | Ucraïna            | Anastasia Dymyd    | «Kvitka»               | 5    | 128   |
| 04   | Irlanda            | Jessica McKean     | «Aisling»              | 16   | 42    |
| 05   | Regne Unit         | Estand Uniqu3      | «Back To Life»         | 4    | 160   |
| 06   | Macedònia del Nord | Tamara Grujeska    | «Kaẑi Mi, Kaẑi Mi Koj» | 12   | 76    |
| 07   | Estònia            | Arhanna            | «Hoiame Kokku»         | 15   | 49    |
| 08   | Armènia            | Yan Girls          | «Do It My Way»         | 3    | 180   |
| 09   | Polònia            | Maja Krzyżewska    | I Just Need A Friend   | 6    | 124   |
| 10   | Geòrgia            | Anastasia & Ranina | «Over The Sky»         | 14   | 74    |
| 11   | Portugal           | Júlia Machado      | «Where I Belong»       | 13   | 75    |
| 12   | França             | Zoé Clauzure       | «Cœur»                 | 1    | 228   |
| 13   | Albània            | Viola Gjyzeli      | «Bota Ime»             | 8    | 115   |
| 14   | Itàlia             | Melissa & Ranya    | «Un Mondo Giusto»      | 11   | 81    |
| 15   | Alemanya           | Fia                | «Ohne Worte»           | 9    | 107   |
| 16   | Països Baixos      | Sep & Jasmijn      | «Holding On To You»    | 7    | 122   |

### Desplegament de votacions
| N° | A          | De                                              |
| -- | ---------- | ----------------------------------------------- |
| 4  | França     | Irlanda, Països Baixos, Polònia, Espanya        |
| 4  | Espanya    | Estònia, França, Geòrgia, Itàlia                |
| 4  | Armènia    | Alemanya, Malta, Macedònia del Nord, Regne Unit |
| 2  | Regne Unit | Albània, Ucraïna                                |
| 1  | Albània    | Portugal                                        |
| 1  | Malta      | Armènia                                         |

| Pos. | Jurat              | Punts |
| ---- | ------------------ | ----- |
| 1    | França             | 136   |
| 2    | Armènia            | 116   |
| 3    | Espanya            | 115   |
| 4    | Regne Unit         | 102   |
| 5    | Albània            | 70    |
| 6    | Polònia            | 69    |
| 7    | Països Baixos      | 52    |
| 8    | Malta              | 51    |
| 9    | Ucraïna            | 45    |
| 10   | Macedònia del Nord | 37    |
| 11   | Itàlia             | 37    |
| 12   | Alemanya           | 33    |
| 13   | Portugal           | 30    |
| 14   | Geòrgia            | 21    |
| 15   | Irlanda            | 8     |
| 16   | Estònia            | 6     |

| Pos. | Votació en línia   | Punts |
| ---- | ------------------ | ----- |
| 1    | França             | 92    |
| 2    | Espanya            | 86    |
| 3    | Ucraïna            | 83    |
| 4    | Alemanya           | 74    |
| 5    | Països Baixos      | 70    |
| 6    | Armènia            | 64    |
| 7    | Regne Unit         | 58    |
| 8    | Polònia            | 62    |
| 9    | Geòrgia            | 53    |
| 10   | Albània            | 45    |
| 10   | Portugal           | 45    |
| 12   | Itàlia             | 44    |
| 13   | Estònia            | 43    |
| 13   | Malta              | 43    |
| 15   | Macedònia del Nord | 39    |
| 16   | Irlanda            | 34    |

## Altres països

### Països que no hi participaran
| - Austràlia - Azerbaidjan - Bèlgica - Belarús - Bulgària - Croàcia | - Dinamarca - Eslovènia - Gal·les - Grècia - Israel - Kazakhstan | - Letònia - Lituània - Moldàvia - Montenegro - Noruega - Romania | - Rússia - San Marino - Sèrbia - Suècia - Suïssa - Xipre |